# Maureen Swanson
Pour les articles homonymes, voir Swanson.
Maureen Ward, comtesse de Dudley, née le 25 novembre 1932 à Glasgow et morte le 16 novembre 2011, est une actrice écossaise. En tant que Maureen Swanson, elle est actrice dans les années 1950 jusqu'en 1961, année de son mariage avec William Ward (en).

## Biographie
Née à Glasgow, Maureen Swanson y fait ses études dans une école conventuelle. Elle se rend à Paris à la fin des années 1940 pour y étudier la danse. En 1951, elle a l'occasion de reprendre le rôle de Louise dans la comédie musicale américaine Carousel représentée au théâtre royal de Drury Lane.
En 1952, Maureen attire l'attention du réalisateur John Huston qui tournait son film Moulin Rouge au sein des Studios Shepperton au Royaume-Uni. Il lui donne le rôle d'une jeune aristocrate qui décline la proposition de mariage de Toulouse-Lautrec interprété par José Ferrer. Elle enchaîne ensuite les films avec notamment le film Les Chevaliers de la Table ronde aux côtés de Robert Taylor. 

### Vie privée
Maureen Swanson s'est mariée à Amersham le 24 août 1961 avec William Ward (en) de 1961 à 1969. De cette union naquirent cinq filles et deux garçons.

## Filmographie

### Cinéma
- 1952 : Moulin Rouge : Denise de Frontiac
- 1953 : Valley of Song: Olwen Davies
- 1953 : Les Chevaliers de la Table ronde : Lady Elaine
- 1954 : One Just Man
- 1954 : Third Party Risk : Marina
- 1954 : Orders Are Orders : Joanne Delamere
- 1954 : Three Cornered Fate : Maria
- 1956 : Ma vie commence en Malaisie : Ellen
- 1956 : Jacqueline : Maggie
- 1956 : Up in the World : Jeannie Andrews
- 1956 : Le Jardinier espagnol : Maria
- 1957 : À main armée : Kate Morrison Mullockson

### Télévision
- 1954 : Douglas Fairbanks, Jr., Presents (Épisode: Rehearsal) : Marguerite
- 1954-1955 :  The Vise (Série télévisuel) : Susan, la fille de Craig / Maria / Maria / Susan Allerton
- 1956 : The Bob Hope Show (Épisode: Douglas Fairbanks Jr., Cornel Wilde, Elsa Martinelli, Jean Wallace) : Elle-même
- 1960 : The Edgar Wallace Mystery Theatre (Épisode: The Malpas Mystery") : Audrey Bedford
- 1961 : No Hiding Place (Épisode: A Warrant for Joe Roberts) .... Ann Evans

## Théâtre
- The Happiest Millionaire
- Who's Your Father? par Dennis Cannan, partenaire Donald Sinden, au Cambridge Theatre